# Диференційне центрифугування

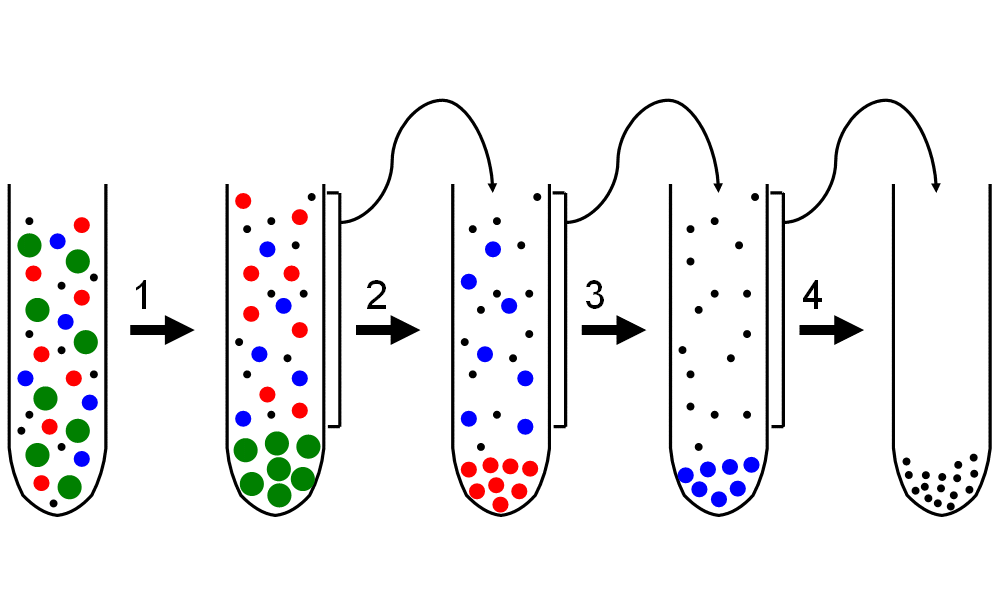
Схема диференційного центрифуґування

Диференційне центрифугування (також відоме як центрифугування з диференційною швидкістю), у біохімії та клітинній біології, є процедурою, яка використовується для розділення органел та інших субклітинних частинок на основі їх швидкості седиментації. Незважаючи на те, що диференційне центрифуґування часто застосовується при біологічних аналізах, це загальний метод, який також підходить для грубого очищення неживих зважених частинок (наприклад, наночастинок, колоїдних частинок, вірусів). У типовому випадку, коли диференційне центрифуґування використовується для аналізу клітинних біологічних явищ (наприклад, розподіл органел), тканина спочатку лізується для руйнування клітинних мембран і звільнення органел і цитозолю. Потім лізат піддають повторним центрифуґуванням, під час яких частинки, які досить швидко осідають при заданій відцентровій силі протягом певного часу, утворюють компактну «гранулу» на дні центрифуґувальної пробірки.
Після кожного центрифуґування супернатант (розчин без гранул) видаляють із пробірки та повторно центрифуґують із збільшеною відцентровою силою та/або часом. Диференційне центрифуґування придатне для сирого поділу на основі швидкости седиментації, але більш дрібнозернисте очищення можна проводити на основі щільности за допомогою рівноважного центрифуґування в градієнті щільности. Таким чином, метод диференційного центрифуґування є послідовним осадженням частинок із попереднього супернатанту з використанням дедалі більших сил центрифуґування. Клітинні органели, розділені диференційним центрифугуванням, зберігають відносно високий рівень нормального функціонування, доки вони не піддаються денатуруючим умовам під час ізоляції Cellular organelles separated by differential centrifugation maintain a relatively high degree of normal functioning, as long as they are not subject to denaturing conditions during isolation..

## Теорія
Диференційне центрифуґування виконується під час фракціонування клітин — розділення компонентів клітини після руйнування клітини на органели та цитозольні білки. Розділення у клітинному фракціонуванні зазвичай відбувається центрифуґуванням, при цьому спочатку осідають фрагменти клітинної мембрани та клітинних ядер, а потім мітохондрії та ендоплазматичний ретикулум. Органели клітини можуть залишитися неушкодженими. Після руйнування клітини її складові перебувають у «кашоподібному» стані. Фракціонування клітин часто є лише початком очищення білка, виділення ДНК або РНК.
У в'язкій рідині швидкість осідання даної зваженої частинки, якщо ця частинка є щільнішою за рідину, значною мірою залежить від таких факторів:
- сила гравітації;
- різниця в щільності;
- в'язкість рідини;
- розмір і форма частинок.

Більші частинки осідають швидше та при нижчих відцентрових силах. Якщо частинка має меншу щільність, ніж рідина (наприклад, жири у воді), частинка не осідає, а скоріше плаватиме, незалежно від сили перевантаження, яку відчуває частинка. Відцентрова сила розділяє компоненти не лише на основі щільности, але й розміру та форми частинок. Навпаки, більш спеціалізоване рівноважне центрифуґування в градієнті густини дає профіль поділу, що залежить лише від щільности частинок, і тому підходить для більш дрібнозернистого поділу.
{\displaystyle D={\sqrt {\frac {18\eta \,\ln(R_{f}/R_{i})}{(\rho _{p}-\rho _{f})\omega ^{2}t}}}}
Висока g-сила робить седиментацію малих частинок набагато швидшою, ніж броунівська дифузія, навіть для дуже малих (нанорозмірних) частинок. Коли використовується центрифуґа, закон Стокса необхідно модифікувати, щоб врахувати зміну g-сили з відстанню від центру обертання.
де
- D — мінімальний діаметр частинок, які очікуються для осідання (м);
- η (або μ) — динамічна в'язкість рідини (Па·с);
- R f кінцевий радіус обертання (м);
- R i — початковий радіус обертання (м);
- ρ p — об'ємна масова густина частинок (кг/м 3);
- ρ f — об'ємна масова густина рідини (кг/м 3);
- ω — кутова швидкість (радіан/с);
- t час, необхідний для осадження від R i до R f (с).

## Процедура
Диференційне центрифуґування може використовуватися з непошкодженими частинками (наприклад, біологічними клітинами, мікрочастинками, наночастинками) або використовуватися для розділення складових частин. Використовуючи приклад відділення еукаріотичних органел від інтактних клітин, клітина повинна бути спочатку лізована та гомогенізована (в ідеалі за допомогою м'якої техніки, такої як гомогенізація за Доунсом. Надмірна гомогенізація призведе до меншої частки інтактних органел. Після отримання неочищеного екстракту органоїдів, його можна піддати центрифуґуванню на різних швидкостях для розділення органел.

## Ультрацентрифуґування
Тепер лізований зразок готовий до центрифугування в ультрацентрифузі. Ультрацентрифуга складається з охолоджуваної камери низького тиску, що містить ротор, який приводиться в рух електричним двигуном, здатним обертатися на високій швидкості. Зразки поміщають у пробірки всередині ротора або прикріплюють до нього. Швидкість обертання може досягати 100 000 об/хв для підлогової моделі, 150 000 об/хв — для настільної моделі, створюючи відцентрові швидкісні сили від 800 000 g до 1 000 000 g. Ця сила викликає осідання макромолекул і навіть може спричинити нерівномірний розподіл малих молекул. Оскільки різні фрагменти клітини мають різні розміри та щільність, кожен фрагмент осідає в гранулу з різними мінімальними відцентровими силами. Таким чином, поділити зразки на різні шари можна спочатку центрифуґуванням вихідного лізату під слабкою силою, видаленням осаду, а потім — піддаванням наступних супернатантів дії послідовно більших відцентрових полів. Кожного разу частина різної щільности осідає на дні контейнера та екстрагується, а повторне застосування створює ряд шарів, який включає різні частини вихідного зразка. Можуть бути зроблені додаткові кроки для подальшого очищення кожної з отриманих гранул. Седиментація залежить від маси, форми та часткового питомого об'єму макромолекули, а також від щільности розчинника, розміру ротора та швидкости обертання. Під час експерименту можна контролювати швидкість седиментації для розрахунку молекулярної маси. Значення коефіцієнта седиментації (S) можна розрахувати. Великі значення S (більша швидкість седиментації) відповідають більшій молекулярній масі. Щільні частинки осідають швидше. Подовжені білки мають більші коефіцієнти тертя та осідають повільніше.

## Відмінності між диференційним центрифуґуванням і центрифуґуванням у градієнті густини
Різниця між методами диференційного центрифуґування та центрифуґування в градієнті щільності полягає в тому, що в останньому методі використовуються розчини різної щільности (наприклад, цукроза) або гелі, через які проходить зразок. Це розділяє зразок на шари за відносною щільністю, засноване на принципі, згідно з яким молекули осідають під дією відцентрової сили, доки не досягнуть середовища з такою ж щільністю, як і їх. Ступінь поділу або кількість шарів залежить від розчину або гелю. Диференційне центрифуґування, з іншого боку, не використовує градієнт щільности, і центрифуґування відбувається на зростаючих швидкостях. Різні швидкості центрифуґування часто призводять до поділу не більше ніж на дві фракції, тому надосадову рідину можна розділити на додаткових етапах центрифуґування. Для цього з кожним кроком швидкість центрифугування повинна збільшуватися до тих пір, поки потрібні частинки не будуть розділені. Центрифуґування в градієнті щільности зазвичай виконується лише з однією швидкістю центрифуґування.